# Harju-Risti

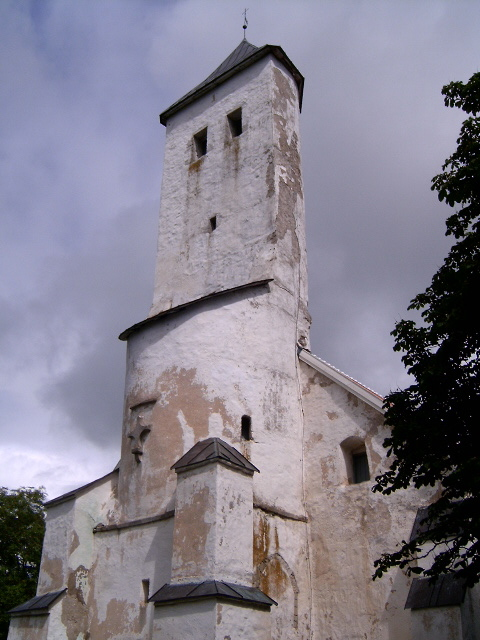
Vue du clocher de l'église

Harju-Risti (autrefois : Kreuz in Harrien) est un petit village estonien de la région d’Harju (autrefois : district d’Harrien), appartenant à la commune de Padise (autrefois : paroisse de Padis).

## Histoire
C’est au XIIIe siècle, à l’époque où le Danemark vend la contrée à l’Ordre Livonien, qu’un domaine seigneurial est formé. Il appartient ensuite à l’abbaye de Padis. L’église du village date du XVe siècle. Elle est dédiée à la Sainte-Croix, d’où provient le nom du village (Risti en estonien, et Kreuz en allemand, signifient « croix »).

## Manoir
Le domaine agricole seigneurial de Kreuz in Harrien appartient jusqu’en 1887 à la famille von Mohrenschildt, puis à la famille von Stackelberg, jusqu’à la loi de nationalisation de 1919. Le manoir, construit au XVIIIe siècle, s’appelait Kreuzhof.